# 日吉定雄
日吉 定雄（ひよし さだお、1943年9月1日 - ）は日本のプロゴルファー。

## 来歴
1969年の日本プロでは杉本英世が予選で姿を消し、河野高明・安田春雄が下位に低迷するという波乱含みの展開となったが、初日に鈴村照男と共に67で首位に立ち、2日目には69の石井裕士と共に通算6アンダーでリードする。最終日は前半の18ホールを69で回り、67の村上隆に並ばれる。午後には激しい雷雨でプレーは一時中断となり、石井が再開直後の8番でバーディーを奪って勢いをつける一方で日吉は中断でリズムを崩したのか10番から3連続ボギーを叩き、陳健忠（中華民国）と並んでの5位タイに終わった。
1971年の日本プロでは、初日を田中文雄と共に首位から3打差2位タイでスタートし、2日目には杉本と共に首位から1打差2位タイに着けた。
1972年の沖縄テレビカップ（6380ヤード、パー72）では時に56歳5ヶ月と4日、レギュラーの最年長優勝記録を樹立した中村寅吉、細石憲二・今井昌雪に次ぎ、山本善隆・橘田規・宮本省三・新井規矩雄・沼澤聖一・杉原輝雄・村上・尾崎将司らを抑えての4位に入った。大会は2日間54ホールの忙しくタフな試合であったが、この試合の参加人数などは不明だが、日本中の100数十人のプロが参加し、当時は沖縄返還記念の行事として大々的に開催された。
1972年には草壁政治と共に上位争いに加わるようになり、草壁や村上と共に関東プロ協会制定の月例競技得点表でも4位以内を占める。
1973年には全日空札幌オープンでは2日目に強風で各選手が悩まされる中で3アンダー69でまとめ、初日13位から青木と並んで首位の鈴村と1打差の2位に浮上。3日目には75を叩き、謝敏男（中華民国）・内田繁・田中と並んでの8位タイに後退している。ロレックスクラシックでは最終日に青木功と6アンダー138で首位タイに並び、サドンデス・プレーオフでは最初のホールでバーディーを取り、青木を振り切って初優勝  。
1974年はフジサンケイクラシックで初日に首位に立つと、2日目も通算10アンダーで快調に飛ばした。日本オープンでは常陸宮ご夫妻が観戦に訪れた3日目こそ7アンダーで首位から6打差3位に留まったが、最終的には青木、テッド・ボール（オーストラリア）と並んでの6位タイに終わった 。
1975年の沖縄クラシックでは初日を陳健&謝永郁（中華民国）・沼澤・坂下定夫・草柳良夫と並んでの4位タイでスタートし、2日目には9位タイに後退するが、3日目には内田と並んでの4位タイに再び浮上し、最終日には陳健・鷹巣南雄と並んでの4位タイに留まった。
1975年のペプシウィルソントーナメントでは初日に67をマークして首位に立ったが、2日目には6オーバー78で26位に落ちた。
1976年のフジサンケイクラシックでは初日に9アンダー63の好スコアをマークし、ミヤ・アエ（ビルマ）に3打差を付けて首位に立つ。2日目にはショットが乱れて74を叩いたが、通算7アンダーの137で辛くも首位を保つ。3日目には5オーバーと振るわず、通算214でグラハム・マーシュ（オーストラリア）と並んでの10位タイに後退し、最終日は坂下・アエと並んでの8位タイに終わった。
1978年の関東オープンでは3日目に浅井教司・謝永・日吉稔と並んでの3位タイに浮上し、最終日は9位で終えた。
1979年の千葉県オープンでは初日を窪田茂と並んでの4位タイでスタートし、草壁と並んで長谷川勝治の2位タイに入った。
その後はテレビ朝日系列解説者・ラウンドレポーターとして活躍し 、瀬戸内海放送アナウンサーの多賀公人が神戸大学大学院経営学で、ゴルフ実況歴20年のゴルフ人脈を活かした「プロゴルファーのキャリア・トランザクションに関する研究」を2013年に実施した際にも登場している。

## 主な優勝
- 1973年 - ロレックスクラシック